# Ultima V: Warriors of Destiny
Ultima V: Warriors of Destiny is een computerspel van het genre computerrollenspel dat werd ontwikkeld en uitgegeven door Origin Systems. Het spel kwam in 1988 uit voor de Apple II, Commodore 64, Commodore 128 en MS-DOS. Later volgde ook porteringen naar andere homecomputers, zoals de Commodore Amiga en de Atari ST. De laatste portering kwam in 1993 voor de Nintendo Entertainment System.

## Verhaal
Na het beheersen van de acht deugden (Eight Virtues), het bereiken van de Avatarschap (Avatarhood) en het verkrijgen van de Codex van Ultimate Wijsheid (Codex of Ultimate Wisdom) in de vorige versie van het spel wordt Avatar door middel van een oude munt door zijn oude kameraden Iolo en Shamino terug naar het land Britannia opgeroepen. Als hij daar aankomt wordt hij onmiddellijk aangevallen en door drie machtige wezens bekend als de Shadowlords. Nadat deze aanval wordt afgeslagen door middel van de Ankh amulet (een eenmalige prestatie, die later in het spel niet meer herhaald kan worden) brengt Avatar de zwaargewonde Shamino naar een nabijgelegen hut waarbij Iolo hem bij praat over de recente ontwikkelingen: Lord British is zoekgeraakt in de Underworld, de tiran Lord Blackthorn regeert nu Britannia. Blackthorn had een hypocriet moralistisch rechtssysteem, zogenaamd op basis van de vastgestelde acht deugden van Ultima, maar die waren allesbehalve deugdzaam. Avatar vormt met zijn vrienden de Warriors of Destiny en moet met zijn oude kameraden het land Britannia van de tiran redden. Het spel gaat over de problematiek van fundamentalisme en moreel absolutisme.

## Gameplay
Ultima V maakt gebruik van de Ultima IV engine. Het speelbord wordt van boven getoond en het vechten verloopt beurtgebaseerd. Het spel bevat een grotere mate van details dan zijn voorganger. De steden zijn groter met vele unieke gebouwen die grafisch worden weergegeven. Dialogen zijn verbeterd. Nieuw in het spel is de fysieke interactie met de spelwereld, waarbij de speler kan tegen veel voorwerpen kan duwen of voorwerpen trekken. Ook kent het spel een dag en nacht ritme, waardoor het bijvoorbeeld onmogelijk is om 's nachts te winkelen.

## Platform
| jaar | platform                                   |
| ---- | ------------------------------------------ |
| 1988 | Apple II, Commodore 64, Commodore 128, DOS |
| 1989 | Atari ST                                   |
| 1990 | Amiga, PC-98, Sharp X68000                 |
| 1992 | FM Towns                                   |
| 1993 | NES                                        |
| 2014 | Windows                                    |

Deze versie is de laatste die uitkwam voor de Apple II. De beperkingen van de computer begonnen te veel een beperking te worden voor de ontwikkeling van het spel. De versie op de Commodore Amiga en de Atari ST bevat een gereduceerde soundtrack in vergelijking met de Commodore 128.

## Ontvangst
| Beoordeeld door                       | Platform                  | Datum | Score |
| ------------------------------------- | ------------------------- | ----- | ----- |
| Amiga Joker                           | Amiga                     | 1990  | 95%   |
| ACE (Advanced Computer Entertainment) | Atari ST                  | 1989  | 94%   |
| ACE (Advanced Computer Entertainment) | DOS                       | 1988  | 93%   |
| ACE (Advanced Computer Entertainment) | Amiga                     | 1990  | 92%   |
| Joker Verlag präsentiert: Sonderheft  | Amiga + Atari ST + DOS    | 1992  | 92%   |
| Joker Verlag präsentiert: Sonderheft  | Commodore 64              | 1992  | 91%   |
| Happy Computer                        | Apple II                  | 1988  | 90%   |
| Power Play                            | Atari ST + Apple II + DOS | 1990  | 90%   |
| Power Play                            | Commodore 64              | 1989  | 89%   |
| Power Play                            | Atari ST                  | 1989  | 88%   |
| ST/Amiga Format                       | Atari ST                  | 1989  | 86%   |
| ASM (Aktueller Software Markt)        | Commodore 64              | 1989  | 85%   |

## Eerbetoon
- In december 2005 maakt een fan een 3D-versie van het spel genaamd Ultima V: Lazarus.
- In 2006 werd door een fan de engine Nazghul uitgebracht dat gebaseerd is op Ultima V en hiermee kunnen Ultima-stijl spellen gemaakt worden.
- In mei 2008 kwam een remake uit van het spel voor de TI rekenmachines (TI-89, TI-89Ti, TI-92+ en TI-V200).

## Trivia
- De ontwikkelaar van het spel Richard Garriott was amateurastronoom. In het spel kunnen acht planeten worden gezien.